# Thrinchostoma assamense
Thrinchostoma assamense là một loài Hymenoptera trong họ Halictidae. Loài này được Sladen mô tả khoa học năm 1915.